# Nina Jurjewna Sokolowa
Nina Jurjewna Sokolowa (russisch Нина Юрьевна Соколова; * 13. Maijul. / 26. Mai 1916greg. in Moskau; † 12. August 1995 ebenda) war eine sowjetische bzw. russische Entomologin, Hydrobiologin und Hochschullehrerin.

## Leben
Sokolowa, Tochter des Folkloristen und Literaturwissenschaftlers Juri Sokolow (1889–1941) und der Priestertochter Soja Semenowna Sokolowa geborene Kowgankina (1891–1961), begann 1935 das Studium an der Universität Moskau (MGU). !938 absolvierte sie das Praktikum am Weißen Meer unter der Leitung Konstantin Sent-Ilers und Kirill Alexandrowitsch Woskressenskis. Eine ihrer Aufgaben war die Suche nach einem Ort für eine Biologische Meeresstation der MGU, die dann die Weißmeer-Meeresstation der MGU wurde. Es folgte die Aspirantur an der MGU bei Lew Senkewitsch (1939–1940). Sie heiratete 1939 den Ornithologen Wladimir Michailowitsch Modestow, der 1941 im Deutsch-Sowjetischen Krieg als Soldat der Karelischen Front fiel.
Während des Krieges arbeitete Sokolowa als Assistentin in der MGU, um dann wissenschaftliche Mitarbeiterin des Laboratoriums von Wladimir Alpatow zu werden. Sie untersuchte Echte Tierläuse und Bettwanzen und verteidigte 1945 ihre Dissertation über die Ökologie der Bettwanze mit Erfolg für die Promotion zur Kandidatin der biologischen Wissenschaften. Im selben Jahr heiratete sie den Zoologen Weniamin Zalkin (1903–1970).
Sokolowas Forschungsschwerpunkt wurde das Benthos im Benthal von Gewässern, insbesondere Stauseen. Sie beteiligte sich an den Untersuchungen der Seen des Kamyschin-Stalingrad-Bodenschutz-Streifens, des Utscha-Stausees, des Rybinsker Stausees und weiterer Stauseen.
Von 1964 1975 war Sokolowa wissenschaftliche Sekretärin der Allrussischen Hydrobiologischen Gesellschaft der UdSSR. Für den XIII. Internationalen Entomologie-Kongress 1968 in Moskau organisierte sie das Zuckmücken-Symposium. Sie verteidigte 1973 an der MGU ihre Doktor-Dissertation über die Ökologie der benthalen Wirbellosen der Stauseen der Oblast Moskau mit Erfolg für die Promotion zur Doktorin der biologischen Wissenschaften.
In den 1980er Jahren leitete Sokolowa die Untersuchungen von Modell-Zuckmücken-Arten im Rahmen des Man and the Biosphere Programme der UNESCO. Daraus resultierte die von ihr herausgegebene Monografie über Systematik, Morphologie, Ökologie und Fruchtbarkeit der Zuckmückenart Chironomus plumosus.
Neben ihrer Forschungstätigkeit hielt Sokolowa an der MGU Spezialvorlesungen und führte Praktika durch. Zu ihren Schülern gehörte Tatjana Sintschenko. Auch hielt sie Vorlesungen an der Staatlichen Universität Iwanowo. Sie war Mitglied der Internationalen Assoziation der Limnologen.
Nach Sokolowa wurde die Zuckmücken-Art Psectrocladius sokolovae Zelentzov et Makarchenko, 1988 benannt.